# جيمي كليفلاند
جيمي كليفلاند (بالإنجليزية: Jimmy Cleveland)‏ هو عازف جاز أمريكي، ولد في 3 مايو 1926 في وارتراك في الولايات المتحدة، وتوفي في 23 أغسطس 2008 في لينووود في الولايات المتحدة.

## وصلات خارجية
- جيمي كليفلاند على موقع IMDb (الإنجليزية)
- جيمي كليفلاند على موقع ميوزك برينز (الإنجليزية)
- جيمي كليفلاند على موقع أول ميوزيك (الإنجليزية)
- جيمي كليفلاند على موقع ديسكوغز (الإنجليزية)
- جيمي كليفلاند على موقع قاعدة بيانات الفيلم (الإنجليزية)